# Dynoides elegans
Espèce
Synonymes
- Clianella elegans Boone, 1923

Dynoides elegans est une espèce de crustacés isopodes marins de la famille des Sphaeromatidae.
L'espèce a été décrite originellement en 1923 par Pearl Lee Boone sous le nom de Cianella elegans à partir de spécimens de La Jolla où se situe l'Institut d'océanographie Scripps et de San Pedro, en Californie. Elle a ensuite été transférée vers le genre Dynoides in 2000, quand le nom de genre de Boone a été mis en synonymie de Dynoides.